# Хрватска федералистичка сељачка странка
Хрватска федералистичка сељачка странка (ХФСС) је била међуратна хрватска политичка партија десног усмерења, настала 1926. године од Хрватске заједнице и дисидената Хрватске сељачке странке.
Основао ју је Анте Трумбић, који је од 1924. био члан Хрватске заједнице, иако је 1925. изабран за народног посланика на листи ХРСС-а, са којом прекида сарадњу након њеног помирења са монархистичким државним уређењем. 13. септембра 1925. са народним посланицима Хрватске заједнице и дисидентима ХРСС-а (тад већ ХСС-а) оснива Хрватски народни федералистички клуб те политичку организацију Хрватски народни федералистички савез. Савез је 10. јануара 1926. постао Хрватска федералистичка сељачка странка, чији је председник постао Иван Лорковић (дотадашњи председник Хрватске заједнице, која престаје постојати). Год. 1927. ХФСС приступа у други Хрватски блок, са Хрватском странком права Анте Павелића мл. Након атентата у Народној скупштини (1928) прикључује се ХСС-у у бојкоту рада скупштине. Распуштена је увођењем Шестојануарске диктатуре 1929. године.